# Peczkay Endre
Peczkay Endre névvariáns: Petzkay (Budapest, 1937. június 10. – 2022. július 20.) magyar színész.

## Életpályája
A Színház- és Filmművészeti Főiskolát 1959-ben végezte el, majd a győri Kisfaludy Színházhoz került, ahol sok vezető karakter- és hősszerepet formált meg sikerrel. 1967-től a Vidám Színpad tagja volt. 1971-től 1977-ig a szolnoki Szigligeti Színházban szerepelt. 1977-től a Budapesti Gyermekszínház, majd az Arany János Színház művésze.
1994-től a Székely Gábor által vezetett Új Színház társulatának tagja. Szinetár Miklós hívására, 1995-2001 között a Budapesti Operettszínház vendégművésze. A Szekszárdi Német Színház alapító tagja. 
Gyémántdiplomáját 2019-ben vehette át a Színművészeti Főiskolán, osztálytársai: Csűrös Karola, Király Levente, Magda Gabriella, Pásztor Erzsi, Szekeres Ilona, illetve osztályfőnöke, Szinetár Miklós körében.

## Fontosabb színházi szerepei
- Eugène Scribe: Egy pohár víz... Masham
- Hervé: Nebáncsvirág... Champlatreaux
- Anton Pavlovics Csehov: Sirály... Trepljov
- William Shakespeare: Troilus és Cressida... Aeneas
- Madách Imre: Az ember tragédiája...Ádám
- Szigligeti Ede: Liliomfi... Szilvai professzor
- Katona József: Bánk bán... Ottó
- Jókai Mór: Szegény gazdagok... Fatia Negra
- Felkai Ferenc: Néró... Néró
- Arthur Miller: Pillantás a hídról... Mr. Alfier
- Peter Shaffer: Equus...Apa
- Kisfaludy Károly: A kérők... Baltafy
- Fjodor Mihajlovics Dosztojevszkij: A félkegyelmű... Gánya
- Johann Strauss: A denevér... Dr. Falke
- George Bernard Shaw: Szent Johanna... Baudricourt
- Mihail Afanaszjevics Bulgakov: Álszentek összeesküvése... de Charron
- Lehár Ferenc A víg özvegy... Báró Zéta Mirkó, nagykövet
- Csurka István: Eredeti helyszín... Házigazda

## Filmek, tv
- Álmatlan évek (1959)
- Jó utat, autóbusz (1961)
- Déltől hajnalig (1965)
- Patyolat akció (1965)
- Princ, a katona (sorozat)

Legénybúcsú 1-2. (1966)
A jóvátehetetlen pillanat (1967)
- Imposztorok (1969)
- Az ember tragédiája (1969)
- Egy óra múlva itt vagyok (sorozat)

A találkozás (1971) ... őrmester a kocsmában
- Lyuk az életrajzon (1973)
- Okay S.I.R. (sorozat)

Die Weinprobe (1974)
- Vivát, Benyovszky! (sorozat)

A csalétek (1975)
A királyok királya (1975) ... Corbi
- A kard (1977)
- Nem élhetek muzsikaszó nélkül (1978)
- Shakespeare: Athéni Timon (1978)
- Ciki, te boszorkány (1979)
- Forró mezők (1979)
- Petőfi (sorozat)

Föltámadott a tenger (1981)
- Glória (1982)
- Úton (sorozat)

Nyerő széria (1986)
- Az angol királynő (1988)
- Linda (sorozat)

A hazajáró lélek (1989) ... Jogász tanár hanga
- Freytág testvérek (1989)
- Szomszédok (sorozat)

40. rész (1988) ... Lónyai mostohaapja
60. rész (1989) ... taxiutas
- Família Kft. (sorozat)

Nagyi, a zugivó (1994) ... Doktor
- Aranyoskáim (1996)
- Az a nap a mienk (2002)
- Rokonok (2006)